# Panaji
Ne doit pas être confondu avec Pahnaji.
Panaji ou Panjim (en concanais : पणजी (poṇjī), Ponnji ou Ponjé ; en portugais : Pangim) est une ville de l'Inde, capitale de l'État de Goa et du district de Goa Nord. Ville de formation récente elle doit son essor au fait que le vice-roi des Indes portugaises y installa sa résidence en 1759.

## Géographie
Panaji se trouve sur les rives de la mer d'Arabie, sur l'Île de Goa au sud de l'embouchure du fleuve Mandovi.

## Histoire
Autrefois petit village, le Vice-Roi du Portugal choisit de s'y installer en 1759 après qu'une épidémie dévastatrice ait décimé la population de la ville de Goa. Le village prospéra et devint une ville qui fut renommée « Nouvelle Goa » (Nova Goa) en 1843 afin qu'elle devienne le nouveau centre administratif de la colonie en remplacement de la ville de Goa (aujourd'hui Old Goa).
En 1961, après le départ des Portugais, Panaji devint la capitale du Territoire de Goa, Daman et Diu. En 1987, ce Territoire de l'Union fut scindé en deux et Panaji devint alors capitale du nouvel État de Goa.

## Éducation
Dans le quartier de Taleigao se trouve le campus universitaire de l'Université de Goa.

## Lieux et monuments
Le cœur de la cité se trouve autour de la Place de l'Église surplombée par Notre-Dame de l'Immaculée Conception construite en 1541.
Les autres attractions sont le Secrétariat qui est l'ancien palais des sultans dits Adil Shahi (initialement bâti par Yusuf Adil Shah autour de 1500), le temple de Mahalaxmi construit en 1818, la chapelle São Sebastião, et les vieux quartiers au charme suranné comme Fontainhas.

## Galerie

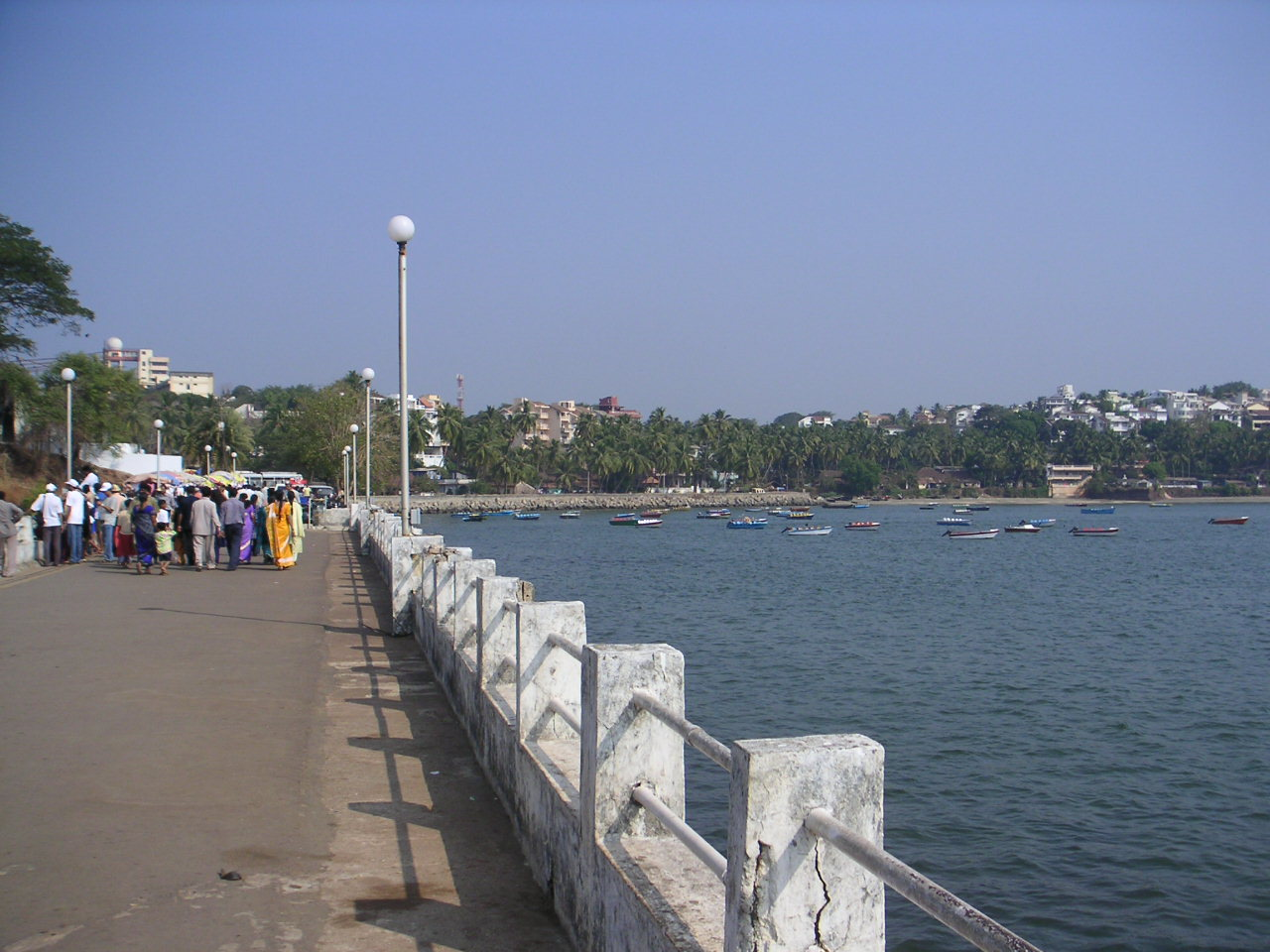
Le front de mer
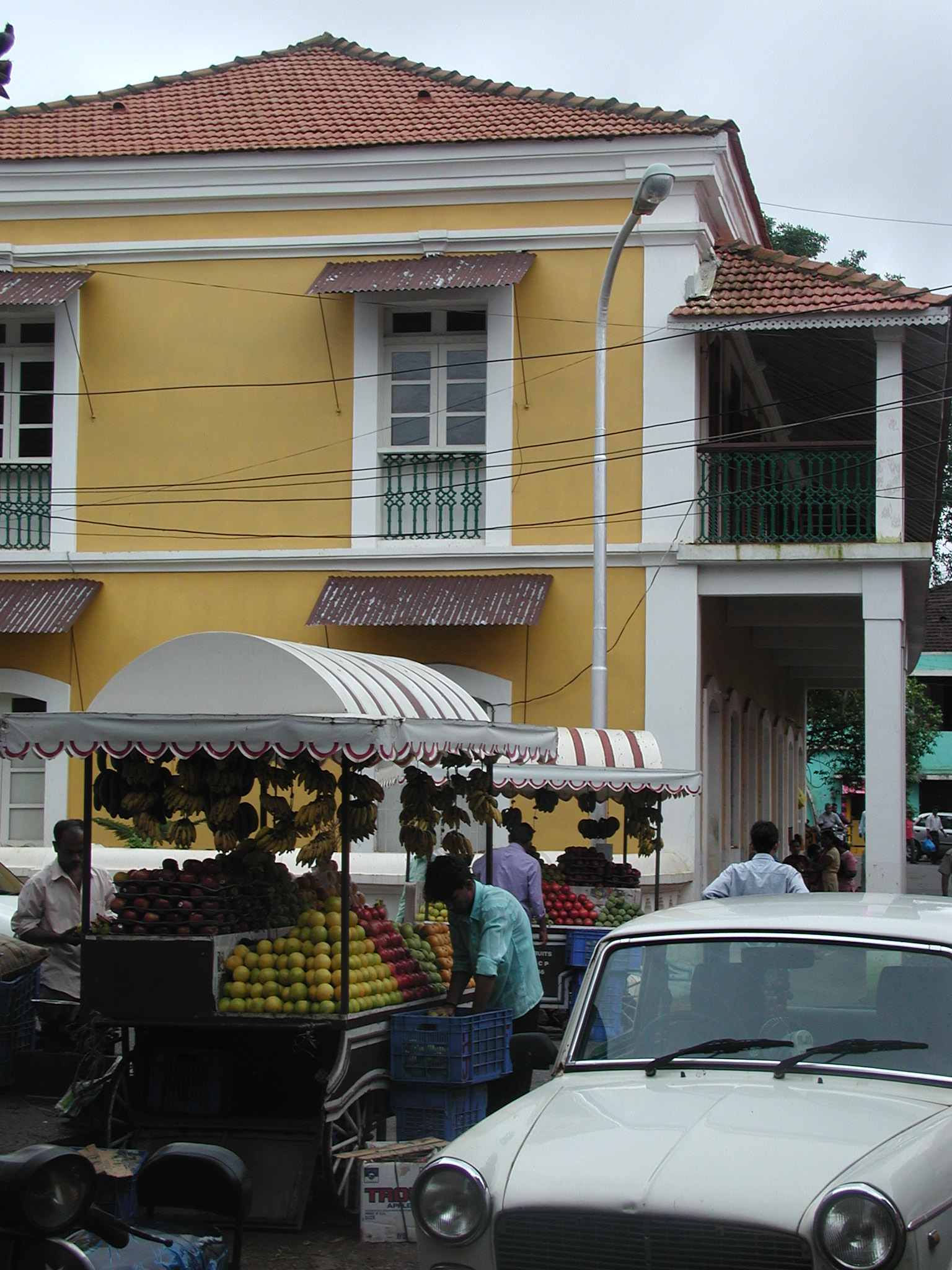
Maison coloniale de style portugais
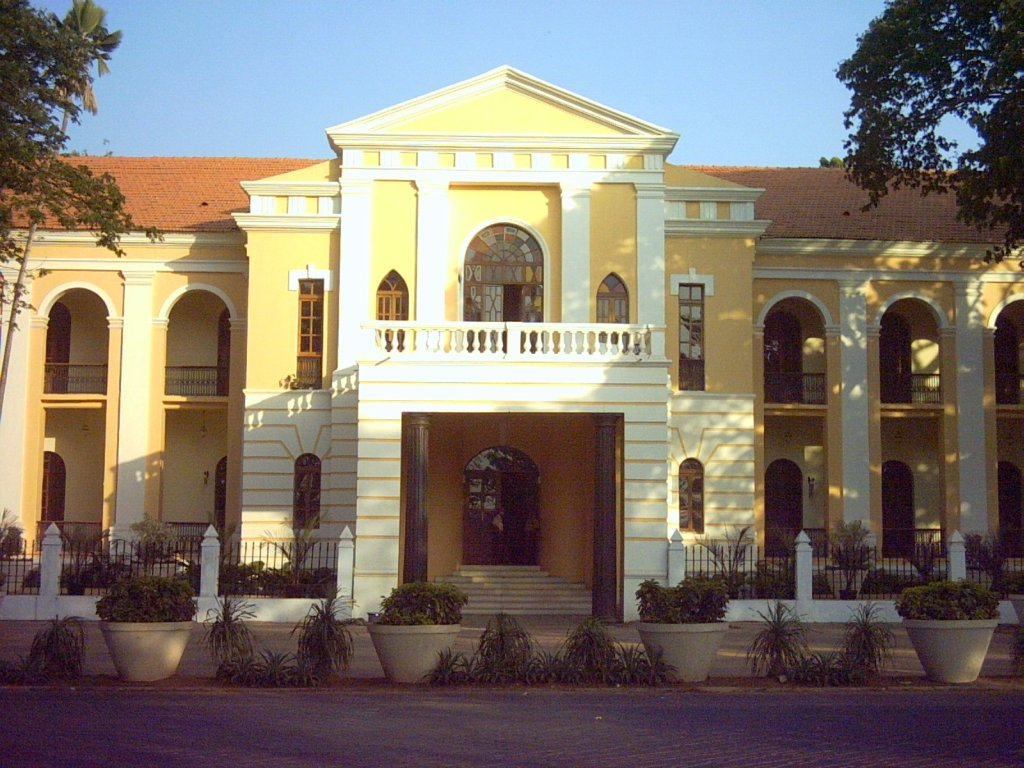
L'école de médecine
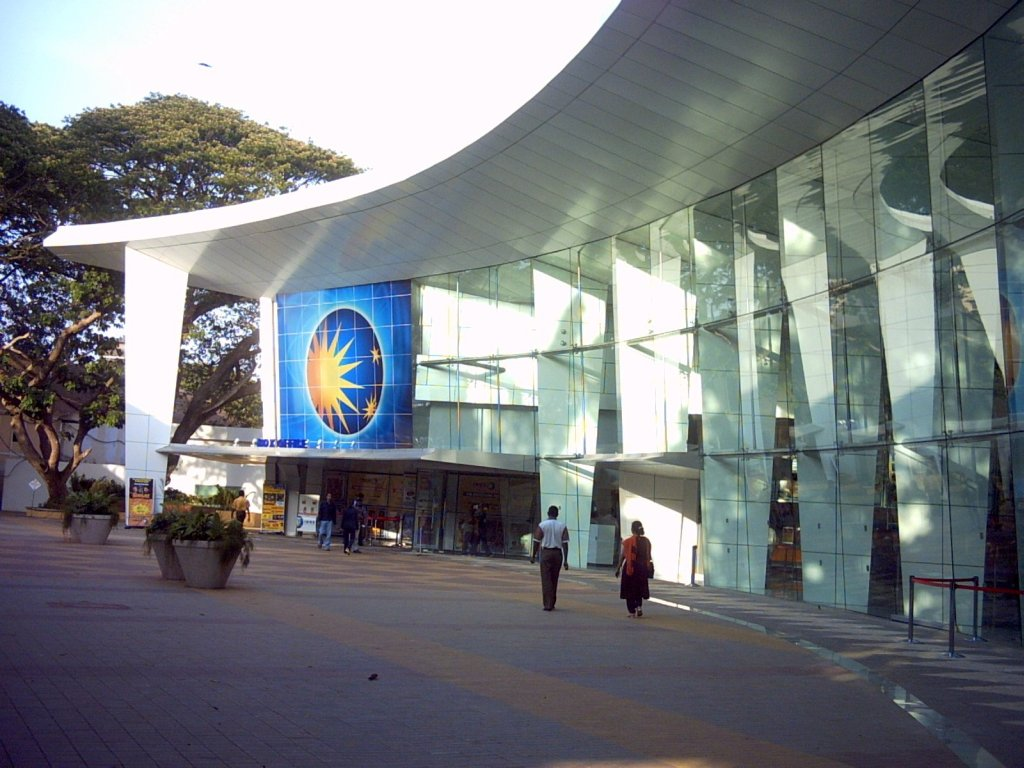
Le théâtre INOX Multiplex